# Амбьёрнсен, Ингвар
Ингвар Эвен Амбьёрнсен-Хефс (нюнорск Ingvar Even Ambjørnsen-Haefs; 20 мая 1956, Тёнсберг — 19 июля 2025) — норвежский писатель, с 1985 года живущий в Гамбурге (Германия) со своей женой, переводчицей Габриэле Хэфс.

## Биография
Родился в городе Тёнсберг, вырос в городе Ларвик. Его первый роман-полуавтобиография под названием «23-й ряд» содержал критику норвежской политики по обращению с психически неполноценными пациентами. В дальнейшем в своих романах он также отстаивал интересы людей на обочине, в частности, в своём нашумевшем романе «Белые негры» (Hvite Niggere, 1986).
В России получил широкую известность благодаря трилогии повестей для детей «Самсон и Роберто» с иллюстрациями Николая Воронцова. Перевод книги имел успех не в последнюю очередь благодаря умелой переводческой адаптации норвежских реалий к русским.
В западном мире Амбьёрнсен наиболее известен своей тетралогией романов «Эллинг»: «Изгнание в рай» (Utsikt til paradiset, 1993), «Птичий танец» (Fugledansen, 1995), «Братья по крови» (Brødre i blodet, 1996) и «Полюби меня утром» (Elsk meg i morgen, 1999). По роману «Братья по крови» был снят успешный фильм «Эллинг», номинировавшийся в 2001 года на «Оскар» по категории «Лучший зарубежный фильм».
Также является автором серии книг для детей старшего возраста «Пелле и Проффен» («en:Pelle og Proffen») о двух подростках-детективах, вовлечённых в расследование самых разнообразных преступлений, связанных, в частности, с наркотиками, загрязнением окружающей среды и неонацизмом. По книгам «Смерть на Осло-S» (Døden på Oslo S), «Ядовитая ложь» (Giftige Løgner) и «Синие волки» (De Blå Ulvene) из этой серии также были поставлены успешные фильмы.
В 2005 году вышла книга «Убийства в Барквике» (Drapene i Barkvik), герой которой, подросток Филлип Моберг, пытается расследовать убийство топором в норвежской деревушке.
Лауреат премии Браги и множества других премий по литературе, издавался в России (оф. сайт (норв.), 1, [www.livelib.ru/author/4383 2], 3 Архивная копия от 22 октября 2013 на Wayback Machine (норв.) 4 (норв.))
В 2025 году вернулся в Норвегию, прожив в Германии более сорока лет, и 19 июля того же года умер в возрасте 69 лет. Он боролся с тяжёлой формой ХОБЛ.